# Sérgio Valentim
Sérgio Wagner Valentim, mais conhecido como Sérgio Valentim ou simplesmente Sérgio (Chavantes, 22 de maio de 1945), é um ex-futebolista brasileiro, que atuava como goleiro.
Ele também foi técnico de futebol. Atualmente é comentarista esportivo.

## Carreira
Sérgio começou no futebol nas categorias de base do Rhodosá, de onde seguiu para o São José. Foi profissionalizado em 1964, mesmo ano em que a agremiação se tornou profissional, disputando o Campeonato Paulista da Terceira Divisão. Ele foi um dos destaques do clube, que se sagrou campeão ao superar na final a Associação Bancária de Esportes, atual Fernandópolis. Em 1965, novo título conquistado, ao ser campeão da Segunda Divisão (na época, o terceiro nível do futebol estadual).
O bom desempenho no clube joseense levou-o a ser contratado pelo São Paulo em 1966, numa tentativa da diretoria de reforçar o elenco para sair do longo jejum sem títulos. Naquele ano, atuou no campeonato de aspirantes e, com o empréstimo de Gilberto, foi promovido a terceiro goleiro do time principal, atrás de Fábio e Suli. O então técnico são-paulino, Aymoré Moreira, considerava que o arqueiro tinha potencial para ser ídolo do clube, se não fosse "atacado pela 'máscara'". Porém, acabou sendo emprestado para o Taubaté, em 1967, e para o Paulista de Jundiaí, em 1968.
Retornou ao São Paulo em 1969 e foi bicampeão paulista, em 1970 e 1971. Jogou 202 partidas e sofreu 147 gols.
Apelidado pela torcida são-paulina de "São Sérgio", pelas defesas difíceis que fez em jogos decisivos, acabou convocado pelo técnico Zagallo para a Seleção Brasileira que disputou a Taça Independência, em 1972, reunindo selecionados de todo mundo no Brasil. O selecionado nacional foi campeão ao superar a Portugal na final. Sérgio atuou apenas em 1 partida, em um amistoso contra a Seleção Gaúcha em 17 de julho.
Em 1975, Sérgio foi contratado pelo Corinthians, mas não teve o mesmo sucesso. Num dos primeiros jogos, contra a Portuguesa, quebrou o braço e demorou a se recuperar. Ficou no Corinthians até 1976, quando perdeu a vaga para Tobias.
Sem uma boa passagem pelo time corintiano, foi negociado com o Coritiba em 1977. O goleiro foi envolvido numa negociação que levou o goleiro Jairo do Nascimento, ídolo do "Coxa", para o clube paulista. Sérgio foi titular da equipe paranaense na campanha do vice-campeonato paranaense de 1977.
Voltou à sua terra natal e por 2 anos dedicou-se aos seus negócios, como empresário no setor de transportes. Sérgio encerrou a carreira em 1979, quando defendeu o São José, clube que o projetara para o futebol, fazendo parte do elenco que disputou o Campeonato Paulista da Divisão Intermediária.

### Técnico
Sérgio Valentim teve sua primeira oportunidade como técnico em 1990, no Grêmio Santanense, de São José dos Campos. Ele comandou a equipe no Campeonato Paulista da Terceira Divisão (Atual Série A-3) naquele ano e em 1991. Também teve uma passagem no comando técnico do Jacareí.
Já em 1999 foi preparador de goleiros do Taubaté durante a Série A-3. Com a saída do técnico Édson Boaro do clube, foi efetivado na função. Levou o clube ao quadrangular semifinal da competição, sem conseguir acesso, e à semifinal da então recém-criada Copa Estado de São Paulo, mas foi demitido ao término do torneio.
No final de 2000, foi anunciado pelo presidente do São José, José Luiz de Almeida, como novo técnico para a disputa do Campeonato Paulista da Série A2, mas no início de janeiro de 2001, antes do começo da competição, foi demitido, após divergências com a diretoria sobre seu vínculo empregatício com o clube.
Em março de 2001, o Taubaté contratou-o para a sequência do Campeonato Paulista da Série A-3, após a saída de Paulo Cézar Catanoce. Porém, discordâncias com a diretoria levaram a pedir demissão no fim daquele mês.

## Títulos
São Paulo
- Campeonato Paulista: 1970, 1971[20]